# 惠永正
惠永正（1939年12月—2020年12月22日），男，江苏苏州人，中华人民共和国学者、政治人物，曾任中国科学院上海有机化学研究所所长，国家科学技术委员会副主任，科学技术部副部长，第七届全国政协委员，第八、九、十届全国人大代表。